# لوكسوماوي
لوكسوماوي (بالإنجليزية: Lhokseumawe)‏ هي مدينة تقع في إندونيسيا في آتشيه. يقدر عدد سكانها بـ 179,807 نسمة ومساحتها 181.06 كم2 وترتفع عن سطح البحر 2-24 متر.

## أعلام
- فاري آغري
- أندري سيابوترا